# Meromacrus
Meromacrus är ett släkte av tvåvingar. Meromacrus ingår i familjen blomflugor.

## Dottertaxa tillMeromacrus, i alfabetisk ordning[1]
- Meromacrus abdominalis
- Meromacrus acutus
- Meromacrus aemulus
- Meromacrus anna
- Meromacrus aurifer
- Meromacrus basiger
- Meromacrus bruneri
- Meromacrus brunneus
- Meromacrus canusium
- Meromacrus ceres
- Meromacrus circumdatus
- Meromacrus croceatus
- Meromacrus currani
- Meromacrus decorus
- Meromacrus draco
- Meromacrus farri
- Meromacrus flavolinea
- Meromacrus fucatus
- Meromacrus ghilianii
- Meromacrus gloriosus
- Meromacrus hinei
- Meromacrus laconicus
- Meromacrus lineascripta
- Meromacrus matilda
- Meromacrus melansoni
- Meromacrus melmoth
- Meromacrus milesia
- Meromacrus nectarinoides
- Meromacrus niger
- Meromacrus obscurus
- Meromacrus pachypus
- Meromacrus panamensis
- Meromacrus pinguis
- Meromacrus pinguius
- Meromacrus pluto
- Meromacrus pratorum
- Meromacrus ruficrus
- Meromacrus scitus
- Meromacrus strigulus
- Meromacrus unicolor
- Meromacrus villosus
- Meromacrus zonatus